# Ol'ga Kučerenko
Ol'ga Sergeevna Kučerenko (in russo Ольга Сергеевна Кучеренко?; 5 novembre 1985) è una lunghista russa.
È stata campionessa nazionale indoor under-23 nel 2006 e campionessa nazionale indoor nel 2009 di salto in lungo.
Nel 2009 ha conquistato la medaglia di bronzo ai campionati europei indoor di Torino. Si ripete nel 2010 ai campionati europei di Barcellona conquistando un'altra medaglia di bronzo.
Nel 2011 vince la medaglia d'argento ai mondiali di Daegu, ma nel febbraio 2017 viene squalificata per doping, la medaglia viene revocata e viene squalificata per 2 anni.

## Palmarès
| Anno | Manifestazione   | Sede       | Evento         | Risultato | Prestazione | Note |
| ---- | ---------------- | ---------- | -------------- | --------- | ----------- | ---- |
| 2007 | Europei under 23 | Debrecen   | Salto in lungo | 12ª       | 6,09 m      |      |
| 2008 | Mondiali indoor  | Valencia   | Salto in lungo | 10ª       | 6,32 m      |      |
| 2009 | Europei indoor   | Torino     | Salto in lungo | Bronzo    | 6,82 m      |      |
| 2009 | Mondiali         | Berlino    | Salto in lungo | 4ª        | 6,77 m      |      |
| 2010 | Europei          | Barcellona | Salto in lungo | Bronzo    | 6,84 m      |      |
| 2011 | Mondiali         | Taegu      | Salto in lungo | dq        | 6,77 m      |      |
| 2013 | Europei indoor   | Göteborg   | Salto in lungo | 6ª        | 6,62 m      |      |
| 2013 | Mondiali         | Mosca      | Salto in lungo | 5ª        | 6,81 m      |      |

## Altre competizioni internazionali
2010
- Campionati europei a squadre di atletica leggera ( Bergen)